# 아칸토이카과
아칸토이카과(Acanthoecidae)는 동정편모충강에 속하는 과이다. 규산질 조각으로 이루어진 세포외 피막(細胞外 被膜)을 갖고 있다.

## 하위 속
하위 속은 다음과 같다.
- 아칸토이카속 (Acanthoeca)
- 헬고이카속 (Helgoeca)
- 사일레아속 (Savillea)